# Сидар (река)
Си́дар (англ. Cedar River) — река в США, в штатах Айова и Миннесота. Длина реки, по разным данным, 544 или 529 км. Площадь водосборного бассейна — 20251 км².
Берёт начало на территории округа Додж (штат Миннесота). Образуется слиянием рек Уэст-Форк, Мидл-Форк, Ист-Форк. Истоки Уэст-Форк и Мидл-Форк образуются в 3 милях к северо-востоку от города Блуминг-Прери, верховье Ист-Форк — в 1 миле к югу от городка Хейфилд. Течёт через территорию округа Моуэр (Миннесота), пересекает границу с Айовой и течёт далее в юго-восточном направлении. Впадает в реку Айова близ городка Коламбус-Джанкшен, недалеко от места впадения Айовы в реку Миссисипи.
Основные города, расположенные на берегах реки: Остин, Сидар-Фолс, Уотерлу и Сидар-Рапидс, а напротив нынешнего города Чарльз-Сити в доколумбову эпоху здесь стояла индейская деревня коренных американцев из народа виннебаго.